# Mochlonyx velutinus
Mochlonyx velutinus är en tvåvingeart som först beskrevs av Johannes Friedrich Ruthe 1831.  Mochlonyx velutinus ingår i släktet Mochlonyx och familjen tofsmyggor. Arten är reproducerande i Sverige. Inga underarter finns listade i Catalogue of Life.